# Doha Diamond League 2012
Il Doha Diamond League 2012 è stato la 14ª edizione dell'annuale meeting di atletica leggera. Ha avuto luogo presso il Qatar SC Stadium di Doha, dalle ore 18:00 alle 21:10 UTC+3 dell'11 maggio 2012. Il meeting è stato anche la tappa inaugurale del circuito IAAF Diamond League 2012.

## Programma
Il meeting ha visto lo svolgimento di 19 specialità, 10 maschili e 9 femminili: di queste, 7 maschili e 9 femminili erano valide per la Diamond League. Oltre a queste, erano inserite in programma una serie ulteriore degli 800 m maschili e quattro gare riservate alle leve più giovani.
| #  | Orario | Specialità       |
| -- | ------ | ---------------- |
| 1  | 18:00  | Lancio del disco |
| 2  | 18:05  | Salto in lungo   |
| 3  | 19:06  | Salto in alto    |
| 4  | 19:12  | 200 m            |
| 5  | 19:30  | 100 m            |
| 6  | 19:40  | 800 m            |
| 7  | 20:00  | 1500 m           |
| 8  | 20:22  | 3000 m siepi     |
| 9  | 20:35  | 400 m            |
| 10 | 21:03  | 3000 m           |

| # | Orario | Specialità             |
| - | ------ | ---------------------- |
| 1 | 18:10  | Getto del peso         |
| 2 | 18:15  | Salto con l'asta       |
| 3 | 19:03  | 400 m hs               |
| 4 | 19:21  | 800 m                  |
| 5 | 19:25  | Lancio del giavellotto |
| 6 | 19:50  | 100 m                  |
| 7 | 19:53  | Salto triplo           |
| 8 | 20:12  | 100 m hs               |
| 9 | 20:43  | 3000 m                 |

     Specialità valide per la Diamond League

## Risultati
Di seguito i primi tre classificati di ogni specialità.

### Uomini
| Specialità       |                         | Prestazione | 2º classificato        | Prestazione | 3º classificato      | Prestazione |
| 100 m            | Justin Gatlin           | 9.87        | Asafa Powell           | 9.88        | Lerone Clarke        | 9.99 =      |
| 200 m            | Walter Dix              | 20.02       | Churandy Martina       | 20.26       | Jaysuma Saidy Ndure  | 20.34       |
| 400 m            | LaShawn Merritt         | 44.19       | Luguelín Santos        | 44.88       | Angelo Taylor        | 44.97       |
| 800 m            | David Rudisha           | 1'43.10     | Job Kinyor             | 1'43.76     | Andrew Osagie        | 1'44.64     |
| 1500 m           | Silas Kiplagat          | 3'29.63     | Asbel Kiprop           | 3'29.78     | Bethwell Birgen      | 3'31.17     |
| 3000 m           | Augustine Choge         | 7'30.42     | Eliud Kipchoge         | 7'31.40     | Moses Ndiema Kipsiro | 7'31.88     |
| 3000 m siepi     | Paul Kipsiele Koech     | 7'56.58     | Richard Mateelong      | 7'56.81     | Roba Gari            | 8'06.16     |
| Salto in alto    | Dimitrios Chondrokoukis | 2.32 m =    | Jesse Williams         | 2.30 m      | Mickaël Hanany       | 2.30 m      |
| Salto in lungo   | Aleksandr Men'kov       | 8.22 m      | Godfrey Khotso Mokoena | 8.10 m      | Ndiss Kaba Badji     | 8.04 m      |
| Lancio del disco | Piotr Małachowski       | 67.53 m     | Ehsan Hadadi           | 66.32 m     | Zoltán Kővágó        | 65.77 m     |

     Atleti al primo posto nella classifica di specialità.
     Prestazione che stabilisce il nuovo record del meeting.

### Donne
| Specialità             |                        | Prestazione | 2ª classificata           | Prestazione | 3ª classificata        | Prestazione |
| 100 m                  | Allyson Felix          | 10.92       | Veronica Campbell-Brown   | 10.94       | Shelly-Ann Fraser      | 11.00       |
| 800 m                  | Pamela Jelimo          | 1'56.94     | Fantu Magiso              | 1'57.90     | Janeth Jepkosgei       | 1'58.50     |
| 3000 m                 | Vivian Cheruiyot       | 8'46.44     | Meseret Defar             | 8'46.49     | Sylvia Kibet           | 8'47.49     |
| 100 m hs               | Brigitte Foster-Hylton | 12.60       | Kellie Wells              | 12.72       | Phylicia George        | 12.79       |
| 400 m hs               | Melaine Walker         | 54.62       | Kaliese Spencer           | 54.99       | Perri Shakes-Drayton   | 55.25       |
| Salto con l'asta       | Anastasiya Savchenko   | 4.57 m      | Silke Spiegelburg         | 4.57 m      | Nikolia Kiriakopoulou  | 4.50 m      |
| Salto triplo           | Olga Rypakova          | 14.33 m     | Keila Da Silva            | 14.31 m     | Françoise Mbango Etone | 14.09 m     |
| Getto del peso         | Nadezhda Ostapchuk     | 20.53 m     | Jillian Camarena-Williams | 19.81 m     | Nadine Kleinert        | 19.67 m     |
| Lancio del giavellotto | Mariya Abakumova       | 66.86 m     | Barbora Špotáková         | 66.17 m     | Christina Obergföll    | 64.59 m     |

     Atlete al primo posto nella classifica di specialità.
     Prestazione che stabilisce il nuovo record del meeting.